# Mšené-lázně
Mšené-lázně (do Mšeného, ve Mšeném, německy Mscheno) je lázeňská obec v okrese Litoměřice. Leží v údolí Mšenského potoka zhruba dvanáct kilometrů jihozápadně od Roudnice nad Labem a 14 km severně od Slaného. V obci žije přibližně 1 900 obyvatel.
Obec je charakteristická svým netypickým názvem. Za samotné pojmenování sídla je spojovníkem připojeno obecné jméno popisující jeho charakter. Podobně tvořený název mají dále tyto obce či jejich části: Brno-město, Kaplice-nádraží, Lipová-lázně, Pačejov-nádraží a Ústí nad Labem-centrum.

## Historie
První písemná zmínka o vsi pochází z roku 1262, kdy se jako její držitel připomíná Půta, řečený Petřík z Rýzmberka (Poto de Msene). Postupně bylo Mšené ve vlastnictví šlechtických rodů Illburgů, Zajíců z Házemburka a od roku 1745 patřilo rodu Kinských, kteří zde v roce 1796 založili lázně. Léčilo se vodou z místních pramenů a později i rašelinou z blízkých nalezišť.

## Obyvatelstvo
|                                                       | 1869 | 1880 | 1890 | 1900 | 1910  | 1921  | 1930 | 1950 | 1961 | 1970 | 1980 | 1991 | 2001 | 2011 |
| ----------------------------------------------------- | ---- | ---- | ---- | ---- | ----- | ----- | ---- | ---- | ---- | ---- | ---- | ---- | ---- | ---- |
| Obyvatelé                                             | 589  | 794  | 772  | 843  | 1 001 | 1 049 | 887  | 694  | 655  | 749  | 680  | 825  | 865  | 866  |
| Domy                                                  | 93   | 106  | 117  | 130  | 162   | 172   | 200  | 201  | 288  | 217  | 184  | 225  | 230  | 233  |
| Data z roku 1961 zahrnují i domy místní části Vrbice. |      |      |      |      |       |       |      |      |      |      |      |      |      |      |

## Lázně
Lázně Mšené leží na východním okraji obce v údolí Mšenského potoka. Léčí se zde především nemoci pohybového ústrojí a nověji i nemoci nervů za pomoci slatinných zábalů a minerálních koupelí. Historie lázní sahá až do 18. století.

## Doprava

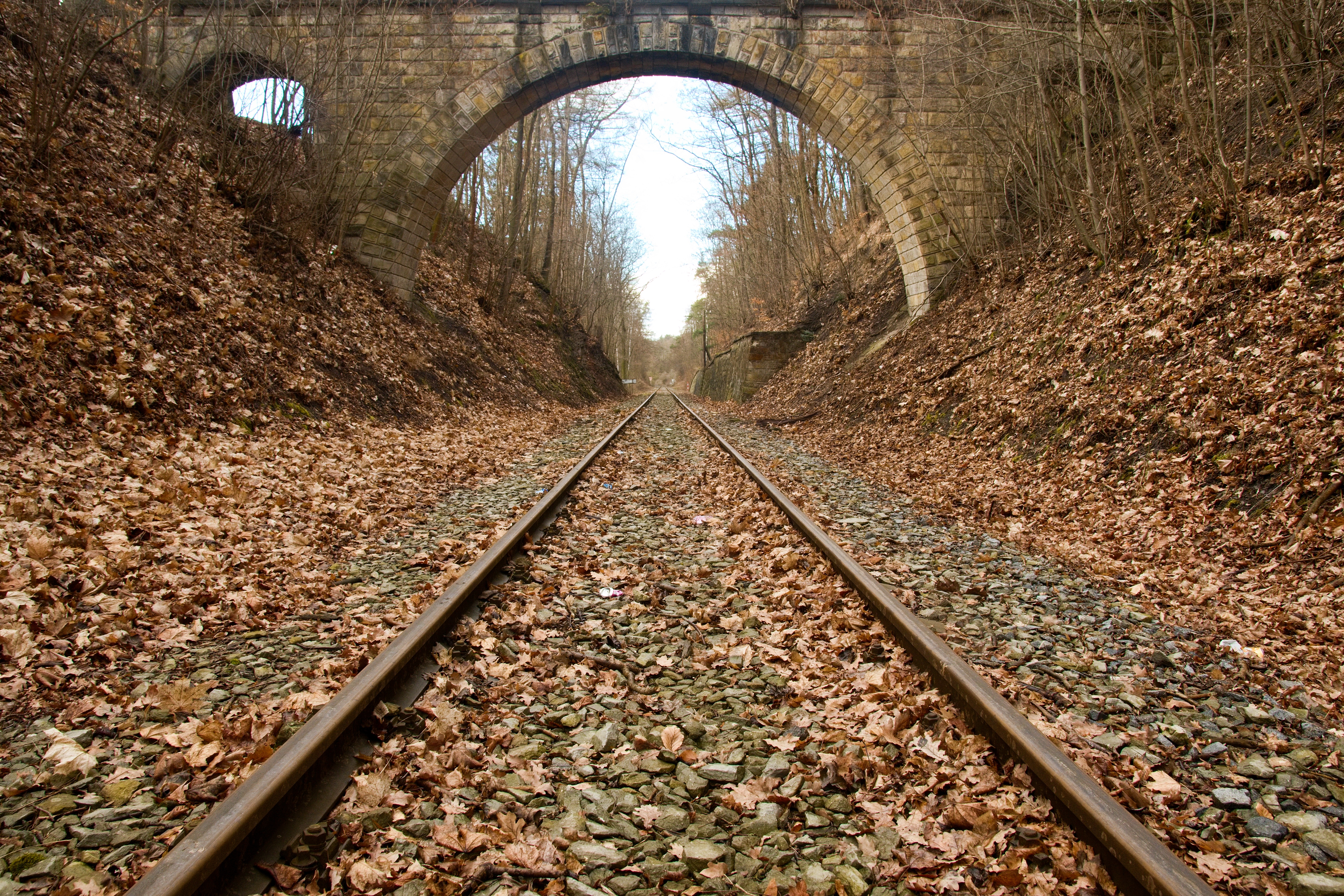
Mšené Lázně - historický most

Skrze Mšené prochází silnice II/118, která je hlavní spojnicí měst Slaný a Litoměřice (přes Zlonice, Budyni nad Ohří a Doksany).
Na jihovýchodním okraji Mšeného se nachází železniční zastávka Mšené Lázně na trati Vraňany – Libochovice. V roce 2006 byla osobní přeprava v úseku Straškov–Libochovice, v němž zastávka leží, zastavena. Od roku 2011 jezdí do zastávky Mšené-lázně opět osobní vlaky, a to historický Podřipský motoráček, který je v provozu pouze v období hlavní turistické sezóny (od června do září) o víkendech. Výpravní budova byla zbourána a nahradil ji malý přístřešek.

## Části obce
(v závorce údaje ze sčítání lidu roku 2001)
- Mšené-lázně (230 domů, 865 obyvatel)
- Brníkov (100 domů, 200 obyvatel)
- Ječovice (44 domů, 81 obyvatel)
- Podbradec (79 domů, 126 obyvatel)
- Ředhošť včetně ZSJ Loucká (122 domů, 187 obyvatel, z toho Ředhošť 107 a 145, Loucká 15 a 42)
- Vrbice (92 domů, 125 obyvatel)

## Okolní obce
Mšené-lázně sousedí
- na severu s Budyní nad Ohří
- na východě s Martiněvsí
- na jihu s Poštovicemi, Šlapanicemi, Jarpicemi a Vraným
- na západě s Perucí

## Pamětihodnosti
- Ve Školní ulici stojí mšenský zámek upravený na konci 19. století v novorenesančním slohu.[7]
- Secesní Pavilon lázeňské Dvorany vystavěný podle projektu Kotěrova žáka architekta Jana Letzela.[8]
- Severně od obce se nachází přírodní rezervace Na Dlouhé stráni a asi 2 km severozápadně přírodní památka Údolí Podbradeckého potoka.

## Ve filmu
V Lázních Mšené se odehrával závěr první řady seriálu První republika.

## Osobnosti
- František Bayer (1854–1936), zoolog, paleontolog a překladatel
- Antonín Hudeček (1872–1941), malíř-krajinář
- Josef Prošek (1923–1992), fotograf
- Miroslav Peterka (1924–1990), fotograf

## Galerie

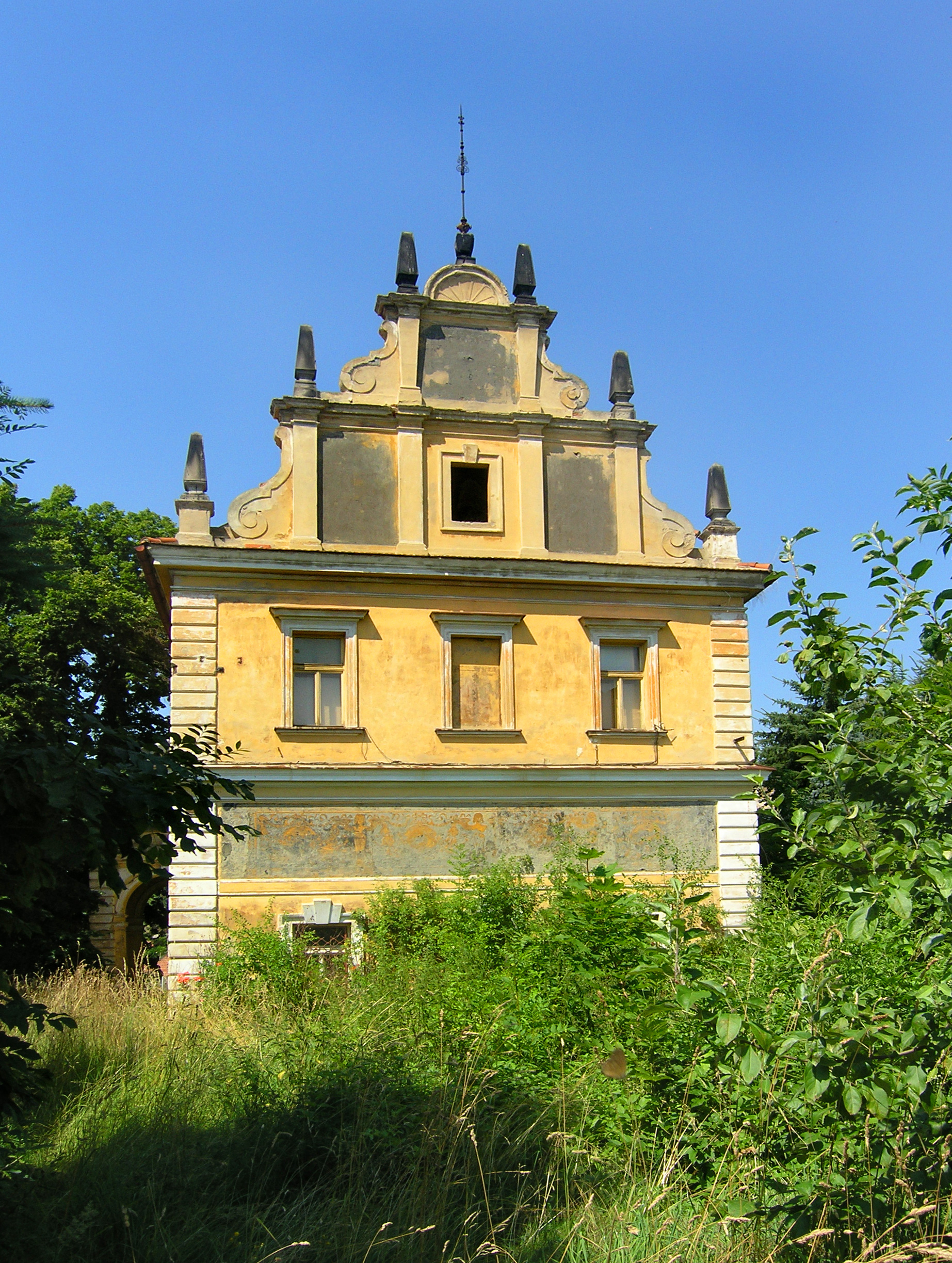
Zámek Mšené-lázně před rekonstrukcí
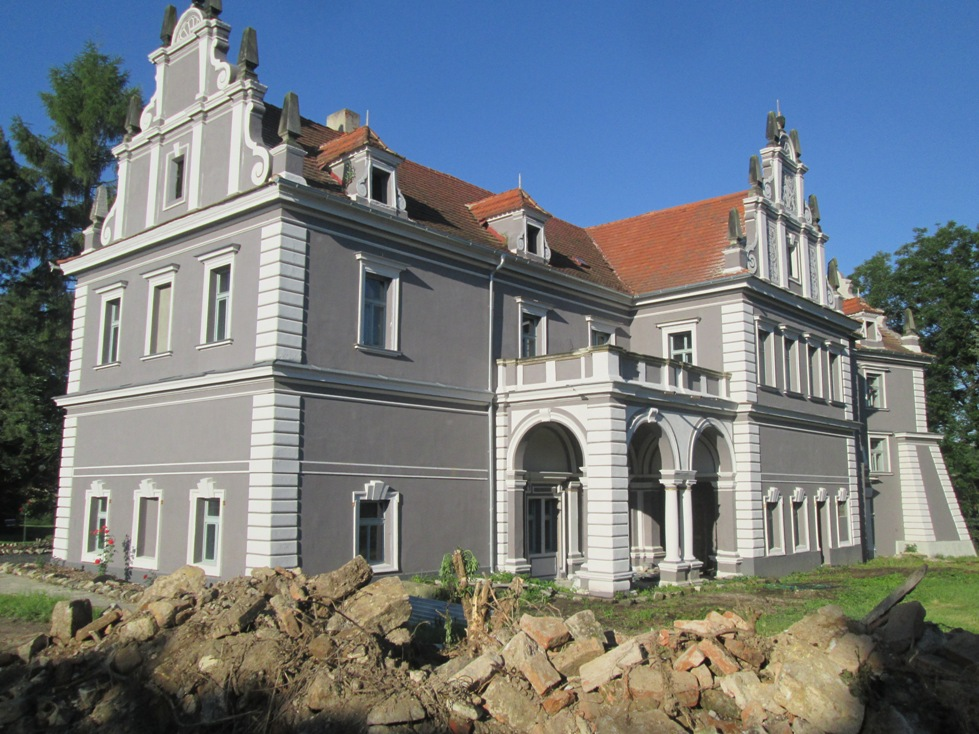
Zámek po rekonstrukci
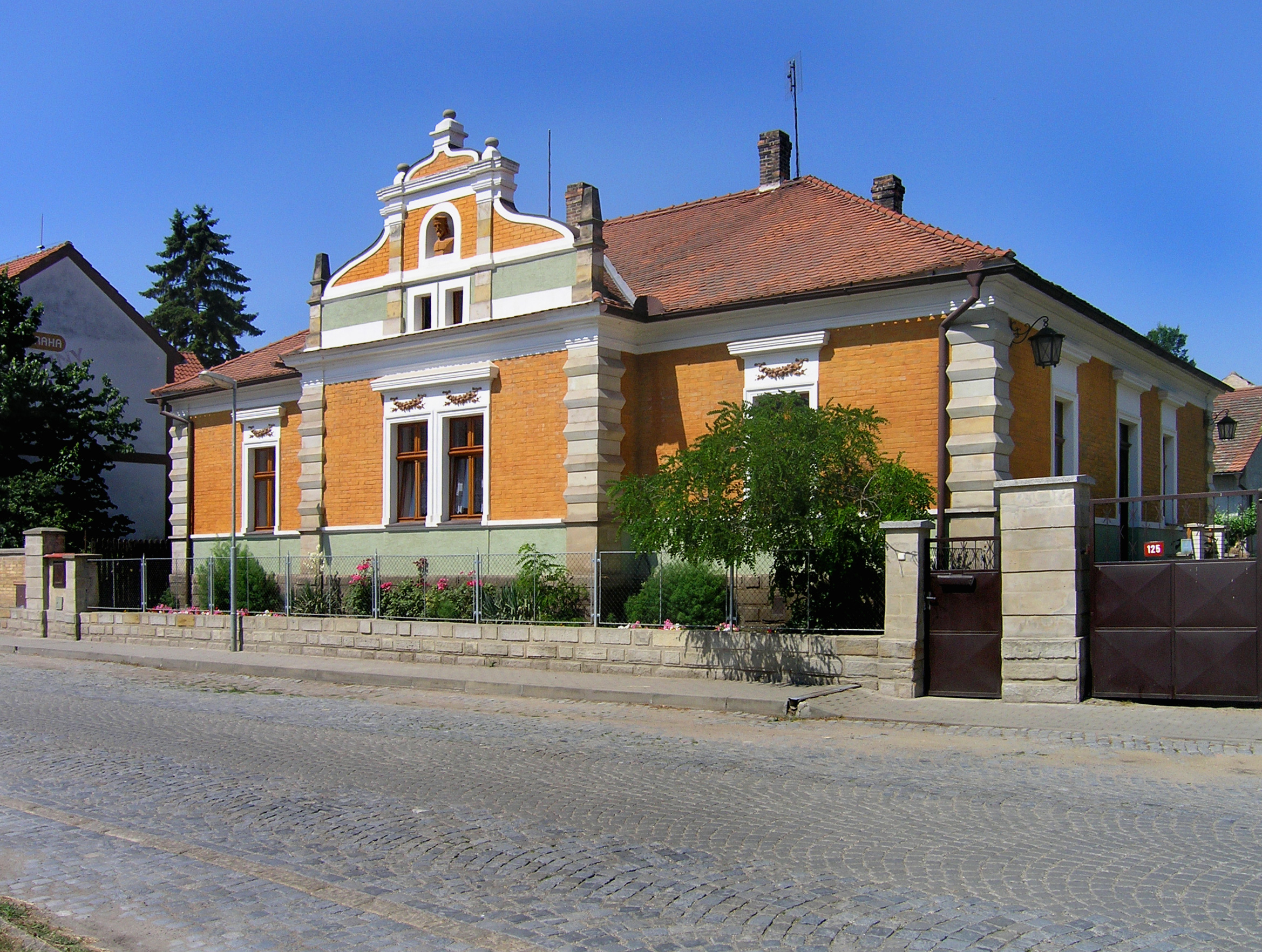
Dům v Hlavní ulici
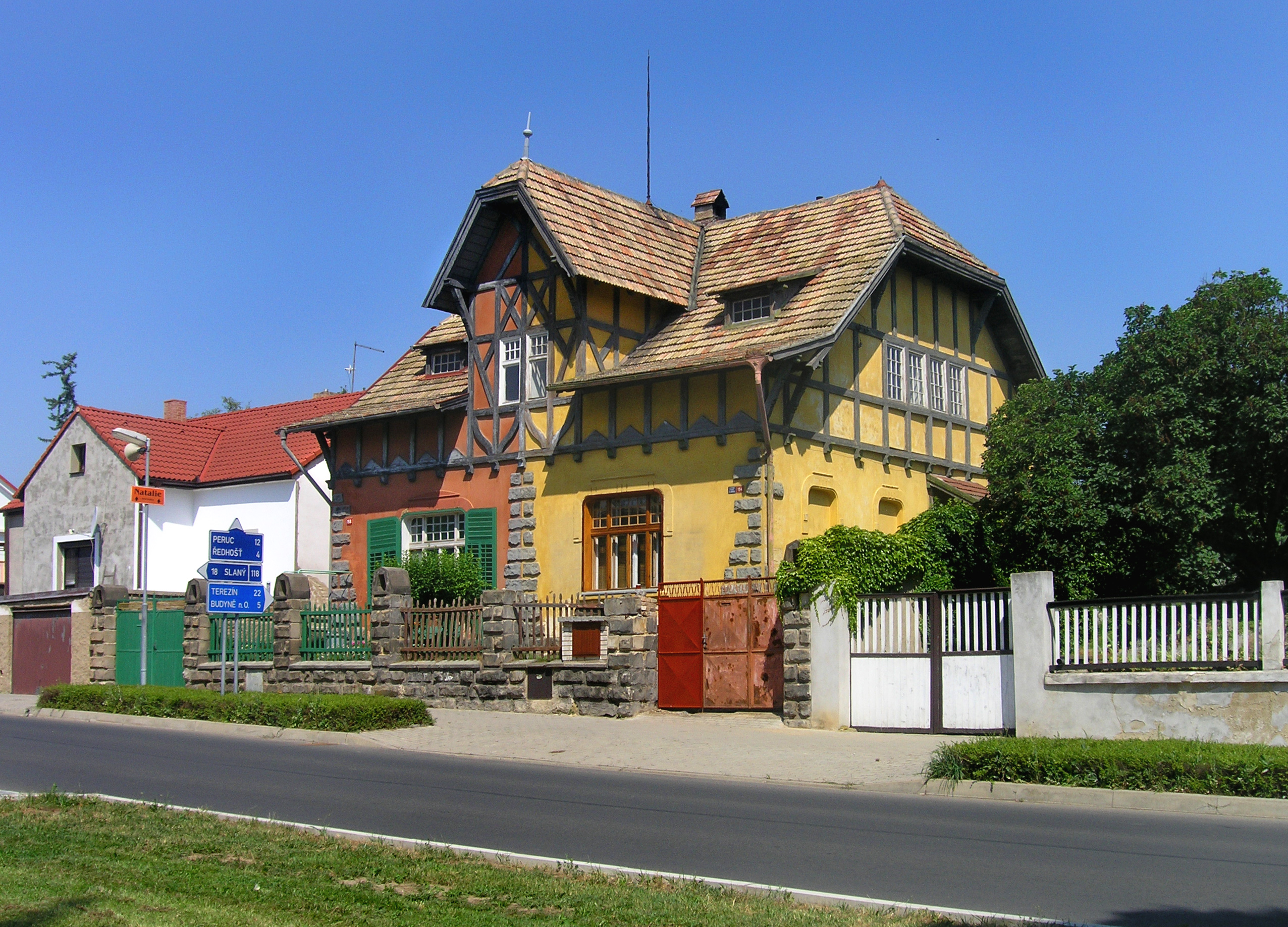
Dům v Lázeňské ulici
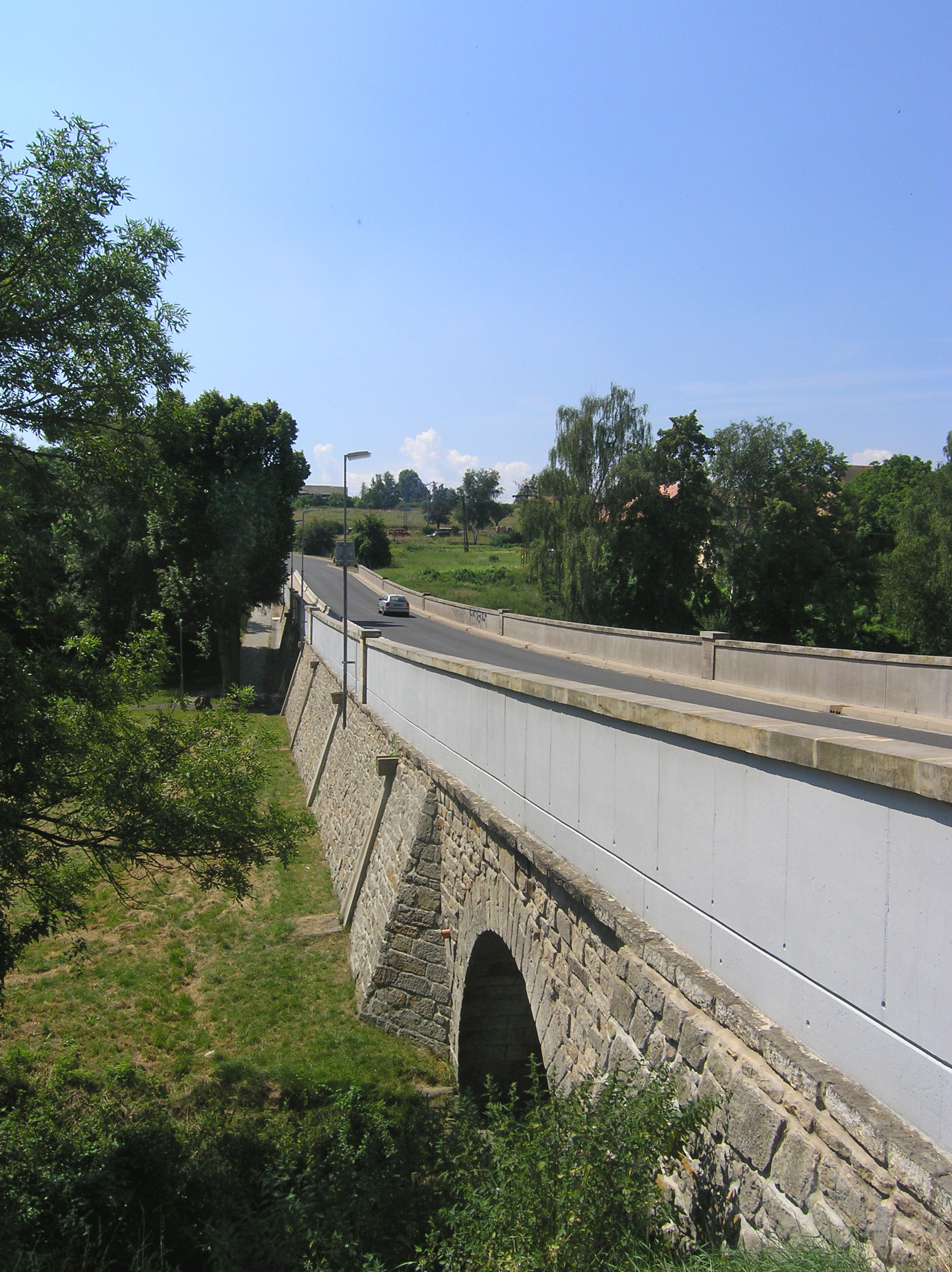
Ulice Osvoboditelů